# Manifestación de Kum Kapu

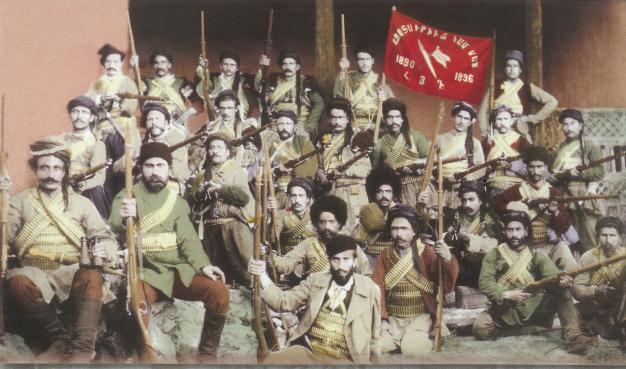
Fotografía en color de fedayines bajo el estandarte de la ARF, fotografía tomada a finales del, alrededor de 1890-1896.

La Manifestación de Kum Kapu ocurrió en el distrito de Kumkapı, Constantinopla, el 27 de julio de 1890. Durante el proceso, se realizaron escaramuzas en la que murieron varios manifestantes y 4 oficiales de policía. El objetivo de la manifestación era "..despertar a los armenios maltratados, y hacer que la Sublime Porte tenga plena conciencia de las miserias de los armenios."

## Contexto
Hacia finales del siglo XIX, muchas sociedades revolucionarias armenias comenzaron a exigir reformas, y capturar la atención de las naciones europeas hacia la cuestión armenia. El Partido Hunchak recurrió especialmente a las manifestaciones masivas para exigir sus demandas. Se sospecha que el partido estuvo detrás de otra manifestación realizada en junio de 1890 en la ciudad de Erzurum, que terminó en una masacre.

## 27 de julio de 1890
El 27 de julio de 1890, Harutiun Jangülian, Mihran Damadian y Hambartsum Boyajian interrumpieron la Liturgia Divina en la Catedral Armenia en Constantinopla, para leer un manifiesto y denunciar la indiferencia del Patriarcado Armenio de Constantinopla y de la Asamblea Nacional de Armenia, ante los casos de maltrato y abuso de los otomanos hacia la comunidad armenia.
Poco después, forzaron al patriarca a unirse a los manifestantes, que iban rumbo hacia el Palacio de Yıldız para exigir la implementación del Artículo 61 del Tratado de Berlín de 1878. Incluso cuando la procesión se estaba reuniendo, la policía rodeó a la multitud, y se efectuaron disparos que dieron lugar a varias muertes, incluyendo cuatro policías y tres manifestantes.

## Resultado
El Partido Huchak concluyó que la manifestación de Kum Kapu fue un fracaso. Al mismo tiempo, aunque no hubo un claro resultado del evento, la diario Hunchak elogió la valentía demostrada por los manifestantes. Durante gran parte de la década de 1890, se realizaron varias manifestaciones similares de menor grado por la causa armenia.